# Karabin McMillan M88
McMillan M88 – amerykański wielkokalibrowy karabin wyborowy. Jest to jednostrzałowa broń o konstrukcji zbliżonej do karabinu RAI model 500. W 1988 roku wyprodukowano 300 tych karabinów. Są one używane przez US Seal, oddziały specjalne FBI, a poza USA jednostki elitarne w Wielkiej Brytanii, Australii (ASAS), Francji, Pakistanu i Norwegii.